# Сванетский хребет
Сванетский хребет (груз. სვანეთის ქედი) — горный хребет в Грузии. Является передовым хребтом южного склона Большого Кавказа. Длина хребта — 85 км. Наибольшая высота — 4 008 м (гора Лайла).
Сложен глинистыми сланцами и кварцитами.
Гребень хребта занимают ледники общей площадью около 30 км². На склонах — альпийские луга, переходящие в хвойные и буковые леса.
Северные склоны хребта обращены к долине верховий реки Ингури (историческая область Верхняя Сванетия), южные — верховий реки Цхенисцкали (историческая область Нижняя Сванетия).